# Феринг (диалект)
Феринг (с.-фриз. Fering) — один из диалектов севернофризского языка. На нём говорят на острове Фёр в районе Северная Фрисландия в земле Шлезвиг-Гольштейн в Германии. Этот диалект принадлежит к островной группе севернофризских диалектов.
На этом диалекте говорят около 3000 человек, что составляет около трети носителей севернофризского языка. Также на феринге говорит некоторое число эмигрантов в США, в основном в Нью-Йорке и в Северной Калифорнии. В отличие от других севернофризских диалектов, ферингом на Фёре пользуются не только дома, но и публично. Большинство говорящих на феринге проживают в деревнях фёрского Вестерланда. Это также единственный регион во всей Северной Фрисландии, где большинство населения говорит на фризском языке. Общины Ольдзум и Зюдеренде в западной части Фёра являются оплотами диалекта. На западе острова число говорящих стабильно, в южной части в течение XX века наблюдался рост числа говорящих на фризском языке.
Феринг делится на три региональных диалекта: ведсдринг в Вестерланде (западной части острова), асдринг в Остерланде (восточной части острова) и бовентарепс, также известный как южный феринг.
Одним из первых письменных документов является перевод Малого катехизиса Мартина Лютера на феринг, датируемый приблизительно 1600 годом. Самый старый сохранившийся текст на севернофризском языке также был записан в XIX веке на Фёре, а баллада A bai a reder, вероятно, датируется XV или XVI веком.
Говоря о продвижении севернофризского языка на Фёре следует упомянуть Fering Ferian («Фёрское объединение») и Фонд феринга, а также Севернофризский институт в Бредштедте. С 1973 по 1985 год на нерегулярной основе выходил журнал Fering-öömrang Breipot со статьями на диалектах феринг и эмранг. Время от времени статьи на феринге появляются в ежедневной газете Der Insel-Bote, которая выходит в Вик-ауф-Фёр.